# 193-я стрелковая дивизия (1-го формирования)
193-я стрелковая дивизия — войсковое соединение Вооружённых сил СССР во Второй мировой войне. Период боевых действий: с 22 июня 1941 года по 27 декабря 1941 года.

## История
Дивизия сформирована в марте 1941 года в Киевском особом военном округе.
На 22.06.1941 года дивизия находилась на марше и выходила на днёвку в район Каменки (200—250 км от границы), 23.06.1941 находилась в Людвиполе в 100 километрах восточнее Луцка. 27.06.1941 дивизия сосредоточилась в районе Киверцы, Озерко в готовности к контратакам в направлениях на Рожище и на Яровице.
Первый бой приняла вечером 28.06.1941 — была введена в бой для отражения атаки частей 298-й пехотной дивизии противника и совместно с 131-й мотодивизией вступила в бой на рубеже Синтаровка, Клепачев, Киверцы, Кобче. 29.06.1941 также вела ожесточённый бой на том же участке. Перед фронтом дивизии действовали отдельные группы противника, 10-20 танков и пехота с артиллерией, в основном направившие усилия в район Езерко, Борухово.
С начала июля 1941 года под непрерывным воздействием авиации противника, наносившей удары с малых высот, отходит за реку Случь, к 05.07.1941 года сосредоточилась в лесу восточнее Людвиполя. При отходе было уничтожено некоторое количество орудий и миномётов, а личный состав двое суток не получал хлеба. Практически сразу же дивизия была переброшена на ближние подступы к Новограду-Волынскому.
Дивизия была определена во второй эшелон корпуса в районе Симаковка, станция Яблонец, Карасивка, с задачей быть в готовности к контратакам в направлениях Эмильчино и Могилыю. На 10.07.1941 года осталось около 3,5 тысяч человек и 30—35 орудий и миномётов. С 10.07.1941 участвует в контрударе войск 5-й армии на Новоград-Волынском направлении, за два дня боёв смогла продвинуться лишь на 5-6 километров выйдя на рубеж колхоз Сергеевка, Ужачин, Фёдоровка, ведя бои с 299-й пехотной дивизией. До 15.07.1941 дивизия ведёт тяжёлые наступательные бои, с 15.07.1941 отходит на северо-восток, заняла позиции между Андреевичи и Бараши. К 22.07.1941 года отошла ещё дальше, заняв долговременные сооружения Коростенского укрепрайона на рубеже Гулянка, Зарубинка, вела тяжёлые оборонительные бои вдоль шоссе и железной дороги на Коростень вплоть до 31.07.1941, была потеснена на рубеж Ушица, Рыжавка, Зарубинка, где держала оборону до 07.08.1941, когда была должна выведена в корпусной резерв в район Макаревичи, Клочев, колхоз имени Шевченко, где дивизия должна была быть отряжена на подготовку противотанкового района в лесу южнее и западнее Клочева. Вывод в резерв совершался одновременно с общим отступлением войск корпуса, прикрывавшие арьергарды дивизии были отрезаны и с боями прорывались к своим. На 08.08.1941 года вела тяжёлые бои на участке Клочев, Кожуховка, Чигири. На 14.08.1941 заняла оборону на рубеже Захаров, Шандры, высота 182,8 (юж. Михайловки). В это время в дивизии оставалось всего 600 человек и дивизия была пополнена.
С 21.08.1941 дивизия по маршруту Народичи, Рожава, Неданчичи отходит за Днепр. К 27.08.1941 заняла позиции по берегу Днепра у Лоева. Справа у дивизии был разрыв шириной около 15 километров между ей и 200-й стрелковой дивизией, входившей на тот момент в состав 15-го стрелкового корпуса. Именно в этот разрыв был направлен 28.08.1941 удар вражеских войск, в результате которого дивизия в связи с угрозой выхода в её тыл 17-й пехотной дивизии противника вынуждена была отойти с левого берега Днепра на рубеж Кези, Духовщина, а затем отойти на рубеж в районе Павловки, Брехуны, а затем. Там остатки дивизии вели бои до 07.09.1941, когда с целью перегруппировки была отведена в район Малые Осняки, высота 137,7 (восточнее Рудни).
08.09.1941 года противник вновь нанёс сильный удар, дивизии было разрешено прикрывшись на рубеже Якубовка, Жаведь сильными арьергардами, отойти на левый берег реки Десна, после чего занять ею для обороны рубеж озеро Яковель — озеро Богородицкое. Но до Десны дивизия, можно сказать, не дошла, попав в окружение, из которого вырвались около 300 человек, которые заняли оборонительные позиции уже за рекой Остер на рубеже Киселевка, Адамовка. В связи с глобальным окружением войск фронта, дивизия к двадцатым числам сентября 1941 была уничтожена полностью.
Официально расформирована 27.12.1941 года.

## Подчинение
| Дата            | Фронт (округ)      | Армия     | Корпус (группа)        | Примечания |
| --------------- | ------------------ | --------- | ---------------------- | ---------- |
| 22.06.1941 года | Юго-Западный фронт | -         | 31-й стрелковый корпус | -          |
| 01.07.1941 года | Юго-Западный фронт | 5-я армия | 31-й стрелковый корпус | -          |
| 10.07.1941 года | Юго-Западный фронт | 5-я армия | 31-й стрелковый корпус | -          |
| 01.08.1941 года | Юго-Западный фронт | 5-я армия | 31-й стрелковый корпус | -          |
| 01.09.1941 года | Юго-Западный фронт | 5-я армия | 31-й стрелковый корпус | -          |

## Состав
- 685-й стрелковый полк
- 883-й стрелковый полк
- 895-й стрелковый полк
- 384-й (лёгкий)артиллерийский полк
- 393-й гаубичный артиллерийский полк
- 50-й отдельный истребительно-противотанковый дивизион
- 54-й отдельный зенитный артиллерийский дивизион
- 320-й разведывательный батальон
- 4-й сапёрный батальон
- 558-й отдельный батальон связи
- 74-й медико-санитарный батальон
- 161-й взвод дегазации
- 30-й автотранспортный батальон
- 194-я полевая хлебопекарня
- 744-я полевая почтовая станция
- 585-я полевая касса Госбанка

## Командование

### Командиры
- Берестов, Александр Кондратьевич (14.03.1941 — 27.12.1941), полковник;

### Начальники штаба
- Белодед, Владимир Исидорович (14.03.1941 — ??.09.1941), подполковник